# Вајтхедов игличави пацов
Вајтхедов игличави пацов (лат. Maxomys whiteheadi) је врста глодара из породице мишева (лат. Muridae).

## Распрострањење
Врста има станиште у Брунеју, Индонезији, Малезији и Тајланду.

## Станиште
Вајтхедов игличави пацов има станиште на копну.

## Угроженост
Ова врста се сматра рањивом у погледу угрожености врсте од изумирања.

### Популациони тренд
Популација ове врсте се смањује, судећи по расположивим подацима.